# Аудит сделок
Аудит сделок (англ. contract audit)   — это всесторонняя независимая проверка договоров компаний с поставщиками товаров и услуг на b2b рынках. Практика аудита сделок обусловлена, в первую очередь, необходимостью контроля расходования денежных средств организации. Аудит сделок тесно связан с управлением тендерами (англ. pitch management).

## Цели и задачи аудита сделок
Владельцами и руководителями организаций аудит сделок используется для контроля расходов и принятия решений о расходовании денежных средств.
Аудит сделок используется внутренними службами организаций как инструмент управления закупками, позволяющий контролировать качество товаров и услуг, получать выгодные цены, сокращать издержки,  управлять рисками.
Важной функцией аудита сделок является расследование экономических правонарушений . Кроме внешних консультантов и внутренних служб организации, анализ контрактов с этой целью производится федеральными службами и другими государственными структурами.

## Предметы аудита сделок
Предметами аудита сделок являются обоснованность цен, условия сделки, правовые риски.
Оценка обоснованности цен осуществляется путём сравнения цены, полученной на определённых условиях за некоторый объём товаров или услуг определённого качества с ценой, по которой компания, заключившая сделку, имеет возможность приобрести товары или услуги точно такого же качества, в том же объёме и на тех же условиях на рынке.
Аудит правовой стороны договора включает в себя оценку рисков 1) неисполнения обязательств контрагентами, 2) предъявления налоговых претензий,  3) применения санкций за неисполнение обязательств, 4) привлечения к ответственности.

## Виды аудита сделок
Внешний аудит сделок проводится консалтинговыми и аудиторскими компаниями, в отличие от внутреннего аудита сделок , который проводится внутренними службами организации.
Существует два разных подхода к аудиту сделок. Аудит можно провести до заключения сделки. Задачей предварительного аудита является использование результатов аудита при заключении сделки. Принципиально другой подход - аудит уже заключенной сделки. Его целью является контроль расходов организации.

## Методология аудита сделок
Методологическая основа аудита сделок — экспертные методы. Основные используемые методы - метод экспертных оценок и экспертные опросы. Вместе с экспертными методами, в некоторых случаях, используется группа методов, основанных на прямом сравнительном анализе сделок.